# Patellidae

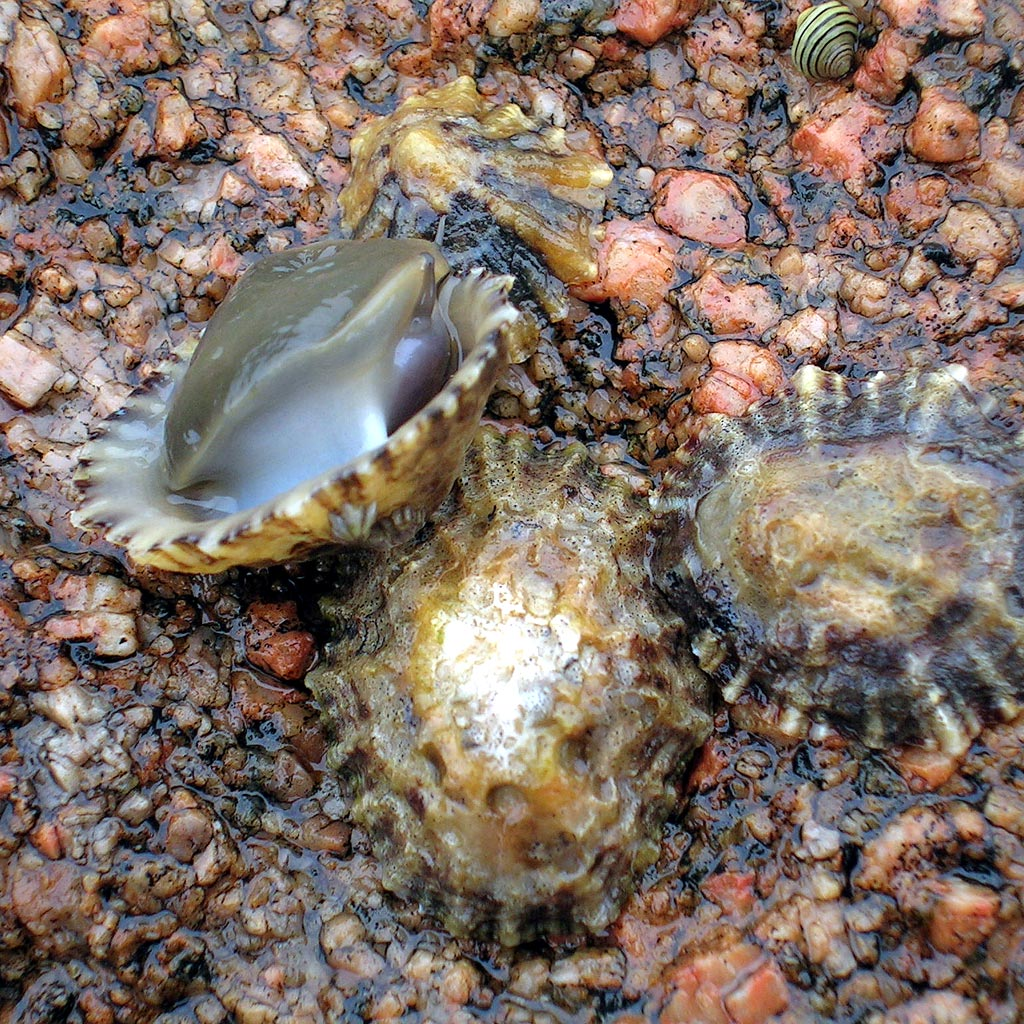
Lapas da espécie Patella vulgata (Galiza).

Patellidae é uma família taxonómica de gastrópodes marinhos de concha cónica pertencente ao clade Patellogastropoda, sendo a única família incluída na superfamília Patelloidea. Esta família não é dividida em subfamílias.
(A superfamília Patelloidea não deve ser confundida com o género de lapas Patelloida, com nome similar mas integgrado na família Lottiidae da superfamília Lottioidea,também parte do clade Patellogastropoda.)

## Taxonomia
O cladograma que se segue mostra as relações filogenéticas no âmbito do clade Patellogastropoda com base na aplicação das técnicas da filogenia molecular:
|  | \| \| Pectinodontidae \| \| \| \| \| \| Lepetidae \| \| \| \| |
|  |                                                               |
|  | Nacellidae                                                    |
|  |                                                               |
|  | Pectinodontidae                                               |
|  |                                                               |
|  | Lepetidae                                                     |
|  |                                                               |

|  | Pectinodontidae |
|  |                 |
|  | Lepetidae       |
|  |                 |

|  | \| \| Pectinodontidae \| \| \| \| \| \| Lepetidae \| \| \| \| |
|  |                                                               |
|  | Nacellidae                                                    |
|  |                                                               |
|  | Pectinodontidae                                               |
|  |                                                               |
|  | Lepetidae                                                     |
|  |                                                               |

|  | Pectinodontidae |
|  |                 |
|  | Lepetidae       |
|  |                 |

|  | \| \| Pectinodontidae \| \| \| \| \| \| Lepetidae \| \| \| \| |
|  |                                                               |
|  | Nacellidae                                                    |
|  |                                                               |
|  | Pectinodontidae                                               |
|  |                                                               |
|  | Lepetidae                                                     |
|  |                                                               |

|  | Pectinodontidae |
|  |                 |
|  | Lepetidae       |
|  |                 |

|  | \| \| Pectinodontidae \| \| \| \| \| \| Lepetidae \| \| \| \| |
|  |                                                               |
|  | Nacellidae                                                    |
|  |                                                               |
|  | Pectinodontidae                                               |
|  |                                                               |
|  | Lepetidae                                                     |
|  |                                                               |

|  | Pectinodontidae |
|  |                 |
|  | Lepetidae       |
|  |                 |

|  | \| \| Pectinodontidae \| \| \| \| \| \| Lepetidae \| \| \| \| |
|  |                                                               |
|  | Nacellidae                                                    |
|  |                                                               |
|  | Pectinodontidae                                               |
|  |                                                               |
|  | Lepetidae                                                     |
|  |                                                               |

|  | Pectinodontidae |
|  |                 |
|  | Lepetidae       |
|  |                 |

|  | \| \| Pectinodontidae \| \| \| \| \| \| Lepetidae \| \| \| \| |
|  |                                                               |
|  | Nacellidae                                                    |
|  |                                                               |
|  | Pectinodontidae                                               |
|  |                                                               |
|  | Lepetidae                                                     |
|  |                                                               |

|  | Pectinodontidae |
|  |                 |
|  | Lepetidae       |
|  |                 |

|  | \| \| Pectinodontidae \| \| \| \| \| \| Lepetidae \| \| \| \| |
|  |                                                               |
|  | Nacellidae                                                    |
|  |                                                               |
|  | Pectinodontidae                                               |
|  |                                                               |
|  | Lepetidae                                                     |
|  |                                                               |

|  | Pectinodontidae |
|  |                 |
|  | Lepetidae       |
|  |                 |

|  | \| \| Pectinodontidae \| \| \| \| \| \| Lepetidae \| \| \| \| |
|  |                                                               |
|  | Nacellidae                                                    |
|  |                                                               |
|  | Pectinodontidae                                               |
|  |                                                               |
|  | Lepetidae                                                     |
|  |                                                               |

|  | Pectinodontidae |
|  |                 |
|  | Lepetidae       |
|  |                 |

## Géneros
Os géneros e espécies incluídos na família Patellidae são:
- Ansates G.B. Sowerby II [ex Klein], 1839 - sinónimo: Patina Gray, 1840
- Cymbula H. & A. Adams, 1854
- Helcion Montfort, 1810
  - Subgénero Ansates[carece de fontes?]
  - Subgénero Helcion
  - Subgénero Patinastra[carece de fontes?]
- Patella Linnaeus, 1758
- Rhodopetala
  - Rhodopetala rosea
- Scutellastra H. Adams & A. Adams, 1854

Sinónimos:
- Helioniscus é um sinónimo taxonómico de Cellana H. Adams, 1869 da família Nacellidae

## Uso humano
Algumas espécies de lapas pertencentes a esta família são utilizadas como alimento (consideradas mariscos) em várias regiões costeiras e insulares.
Um estude de Patella caerulea mostrou que esta lapa reduz a cobertura de algas e cracas sobre paineis de aço suspensos na coluna de água no interiors de um porto comercial, sugerindo que lapas poderiam ser usadas para manter a limpeza de cascos de embarcações.